# Valentin Madouas
Valentin Madouas (Brest, 12 de julio de 1996) es un ciclista profesional francés que desde 2018 corre para el equipo Groupama-FDJ. Es hijo del exciclista profesional Laurent Madouas.

## Palmarés
2018
- París-Bourges[2]

2021
- Polynormande

2022
- Tour de Doubs
- 2 etapas del Tour de Luxemburgo

2023
- Campeonato de Francia en Ruta
- Bretagne Classic

2024
- 2.º en los Juegos Olímpicos en Ruta

## Resultados

### Grandes Vueltas
| Carrera | Carrera         | 2018 | 2019 | 2020 | 2021 | 2022 | 2023 | 2024 | 2025 |
| ------- | --------------- | ---- | ---- | ---- | ---- | ---- | ---- | ---- | ---- |
|         | Giro de Italia  | —    | 13.º | —    | —    | —    | —    | —    | —    |
|         | Tour de Francia | —    | —    | 27.º | 42.º | 10.º | 20.º | 25.º | 21.º |
|         | Vuelta a España | —    | —    | —    | —    | —    | —    | —    | —    |

### Clásicas y Campeonatos
| Strade Bianche          | Strade Bianche          | 20.º  | —    | —    | 21.º  | —    | 2.º  | 15.º | 39.º |    |    |
| E3 Saxo Classic         | E3 Saxo Classic         | —     | —    | X    | —     | 7.º  | 8.º  | 43.º | 17.º |    |    |
| Gante-Wevelgem          | Gante-Wevelgem          | —     | —    | —    | —     | —    | —    | —    | 32.º |    |    |
| A Través de Flandes     | A Través de Flandes     | —     | —    | X    | 117.º | 11.º | 28.º | 13.º | 90.º |    |    |
|                         | Tour de Flandes         | —     | —    | 14.º | 39.º  | 3.º  | Ab.  | 16.º | 17.º |    |    |
|                         | París-Roubaix           | —     | —    | —    | —     | 34.º | —    | —    | —    |    |    |
| Flecha Brabanzona       | Flecha Brabanzona       | —     | —    | —    | 14.º  | —    | —    | —    | —    |    |    |
| Amstel Gold Race        | Amstel Gold Race        | 64.º  | 8.º  | X    | 27.º  | 14.º | 11.º | 6.º  | 19.º |    |    |
| Flecha Valona           | Flecha Valona           | Ab.   | 40.º | 11.º | 86.º  | —    | 24.º | 15.º | 26.º |    |    |
|                         | Lieja-Bastoña-Lieja     | 129.º | 31.º | 25.º | 83.º  | 34.º | 5.º  | 7.º  | 64.º |    |    |
| Clásica San Sebastián   | Clásica San Sebastián   | —     | 21.º | X    | —     | —    | —    | —    |      |    |    |
| EuroEyes Classics       | EuroEyes Classics       | —     | 32.º | X    | X     | —    | —    | —    |      |    |    |
| Bretagne Classic        | Bretagne Classic        | 8.º   | 34.º | —    | 8.º   | 15.º | 1.º  | 44.º |      |    |    |
| Gran Premio de Quebec   | Gran Premio de Quebec   | 49.º  | 24.º | X    | X     | —    | 32.º | 36.º |      |    |    |
| Gran Premio de Montreal | Gran Premio de Montreal | 12.º  | 48.º | X    | X     | —    | 4.º  | 32.º |      |    |    |
|                         | Giro de Lombardía       | —     | 97.º | —    | —     | —    | 27.º | 62.º |      |    |    |
| París-Tours             | París-Tours             | 5.º   | —    | 4.º  | 22.º  | —    | —    | 27.º |      |    |    |
| JJ. OO. (Ruta)          | JJ. OO. (Ruta)          | ND    | ND   | ND   | —     | ND   | ND   | 2.º  | ND   | ND | ND |
| Mundial en Ruta         | Mundial en Ruta         | —     | —    | 34.º | 13.º  | 29.º | 15.º | 22.º |      |    |    |
| Europeo en Ruta         | Europeo en Ruta         | —     | —    | —    | Ab.   | —    | —    | —    |      |    |    |
| Francia en Ruta         | Francia en Ruta         | 38.º  | 5.º  | 8.º  | 7.º   | 64.º | 1.º  | 6.º  |      |    |    |

—: no participa

Ab.: abandono

X: ediciones no celebradas

## Equipos
- Bretagne-Séché Environnement stagiaire (08.2015-12.2015)
- FDJ stagiaire (08.2017-12.2017)
- FDJ (2018-)
  - FDJ (2018)
  - Groupama-FDJ (2018-)